# صباح السالم الصباح
صباح السالم المبارك الصباح (12 أبريل 1913 - 31 ديسمبر 1977)، أمير دولة الكويت الثاني عشر والثاني من سلسلة الأمراء بعد الاستقلال. وهو ابن الشيخ سالم المبارك الصباح من زوجته منيرة محمد الدبوس. كان قد تولى الحكم بتاريخ 24 نوفمبر 1965 بعد وفاة أخيه غير الشقيق الشيخ عبد الله السالم الصباح. كان أول وزير للخارجية في تاريخ الكويت وذلك بالوزارة الأولى في 17 يناير 1962. عين وليًا للعهد بتاريخ 29 أكتوبر .

## قبل توليه الحكم
طلب منه الشيخ أحمد الجابر الصباح أن يقوم بتأسيس الشرطة الكويتية بعد أحداث المجلس التشريعي الثاني، وكان عدد أفرادها 80 شرطيًا، وكان مقر الشرطة في ساحة الصفاة، وفي عام 1955 جلب أول بعثة من الشرطة المصرية لتدريب رجال الشرطة، وكانت تضم سبعة ضباط وخبير مدني في البصمات، واستمر في هذا المنصب حتى عام 1959. وفي منصبه هذا سافر إلى المملكة المتحدة مرتين للتعرف على نظام شرطة لندن وتطبيقه في الكويت.

### رئيسًا لدائرة الصحة العامة
في عام 1959 عينه أخوه الشيخ عبد الله السالم الصباح رئيسًا لدائرة الصحة العامة، وفي تلك الفترة شهدت الكويت الكثير من التقدم في مجال الخدمات الطبية، فقد قبلت عضوًا في منظمة الصحة العالمية وذلك في مايو 1960. ومن أعماله أثناء رئاسة الدائرة أصدار قانون يلزم بتسجيل كل مولود جديد وتطعيمه ضد مرض الجدري الذي كان يضرب الكويت من حين إلى آخر كان آخرها في عام 1932 حين توفي 4000 شخص بسبب هذا المرض، كما حارب مرض السل الذي كانت الكويت تعاني منه حيث افتتح مركزًا لعلاجه، وأرسل فريقًا من الأطباء يجوبون البلاد لتوعية الناس عن خطورة المرض. كما افتتح مستشفى الصباح والذي يشغل مساحة 407,000 قدم مربع (124,053 متر مربع) وكلف 3.7 مليون دينار كويتي لبنائه. و بنى مركز الشيخ صباح السالم الصحي في أم الحصم في البحرين. واستمر في منصبه حتى 17 يناير 1962 عندما عين وزيرًا للخارجية وذلك في أول تشكيل حكومي في الكويت.

### رئيسًا للوزراء ووليًا للعهد
في 17 يناير 1962 عين وزيرًا للخارجية في الحكومة الكويتية الأولى بعد الاستقلال وإجراء انتخابات المجلس التأسيسي والتي ترأسها الشيخ عبد الله السالم الصباح، وظل في منصبه حتى إجراء انتخابات أول مجلس أمة في الكويت، وبعد إجراء الانتخابات عين رئيسًا لمجلس الوزراء ليشكل أول حكومة في العهد الدستوري، وكان قبلها قد عين وليًا للعهد وذلك في أكتوبر من عام 1962.
وفي عام 1963 أرسله الشيخ عبد الله السالم الصباح إلى العراق للقاء رئيس الوزراء العراقي أحمد حسن البكر لتوقيع اتفاقية تعاون ما بين الكويت والعراق، اجتمع الوفدان في 4 أكتوبر 1963 واتفقا على عدد من البنود منها:
- تعترف الجمهورية العراقية باستقلال دولة الكويت وسيادتها التامة بحدودها المبينة بكتاب رئيس وزراء العراق بتاريخ 21 يوليو 1932 والذي وافق عليه حاكم الكويت بكتابه المؤرخ 10 أغسطس 1932.
- تعمل الحكومتان على توطيد العلاقات الأخوية بين البلدين الشقيقين يحدوهم في ذلك الواجب القومي والمصالح المشتركة والتطلع إلى وحدة عربية شاملة.
- تعمل الحكومتان على إقامة تعاون ثقافي وتجاري واقتصادي بين البلدين على تبادل المعلومات الفنية بينهما. وتحقيقا لذلك يتم فورًا تبادل التمثيل الدبلوماسي بين البلدين على مستوى السفراء.

وقام بالتوقيع على البيان مع أحمد حسن البكر.

## توليه الحكم

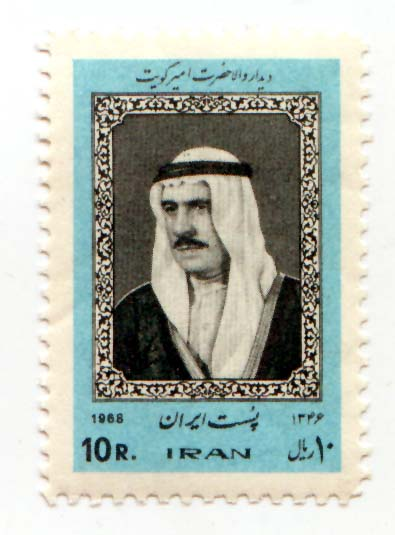
طابع ايراني طبع خصيصا للشيخ صباح السالم الصباح اثناء زيارته لطهران عام 1968

تولى الحكم في 24 نوفمبر 1965 بعد وفاة الشيخ عبد الله السالم الصباح، وأدى اليمين الدستورية في مجلس الأمة في جلسة خاصة.

### أحداث في عهده

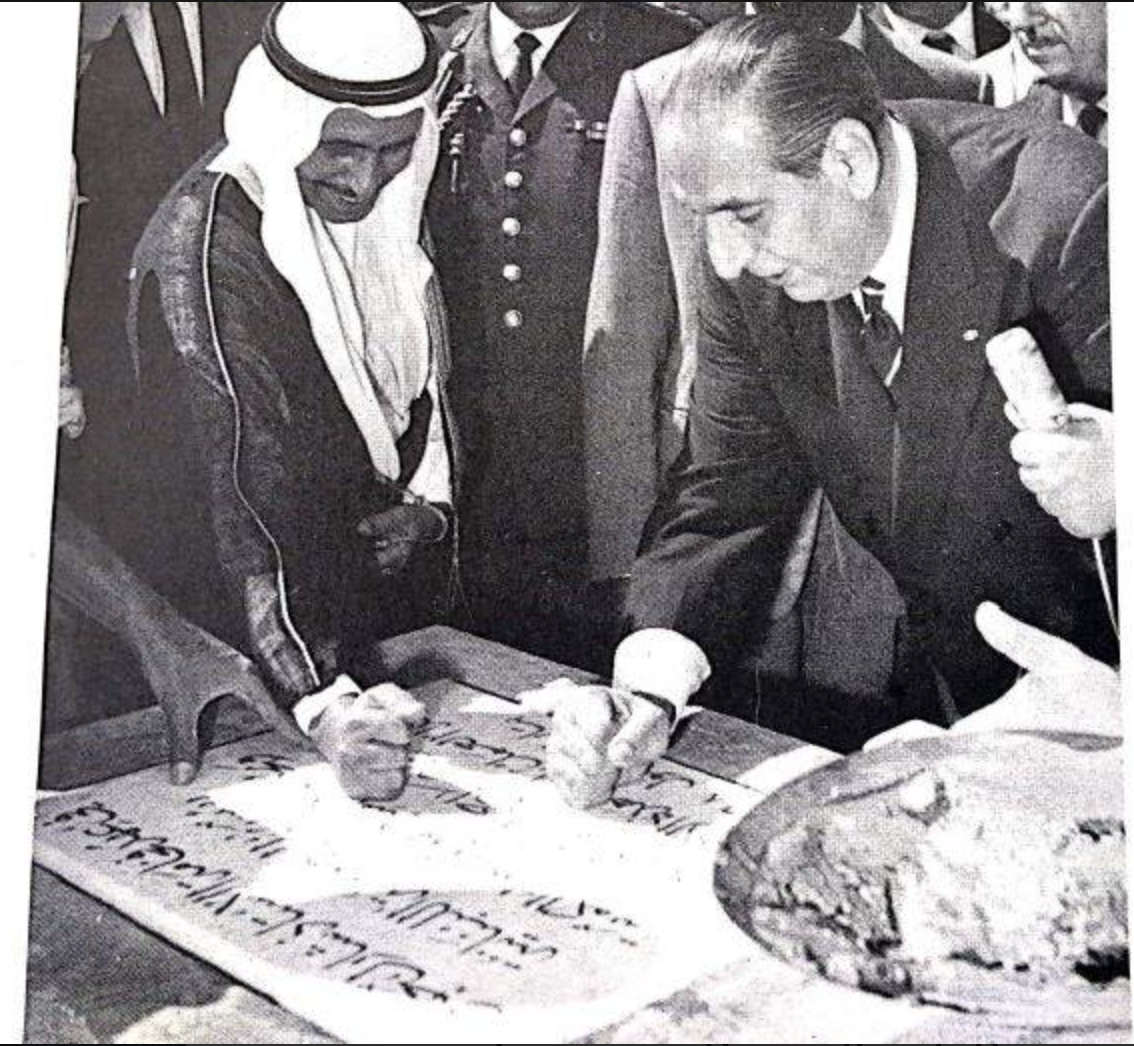
الشيخ صباح السالم الصباح مع الوزير اللبناني ميشال المر عام 1968

- إنشاء جامعة الكويت في عام 1966، وكانت تتكون من كليتين هما الآداب والعلوم.[5]
- في أبريل من عام 1966 زار مصر في زيارة رسمية واجتمع خلالها مع جمال عبد الناصر لوضع نهاية لحرب اليمن واتفقا على الاجتماع مع الملك فيصل بن عبد العزيز.[6]
- في عام 1969 دشن الجزيرة الاصطناعية في ميناء الأحمدي، وفي عام 1976 قام بوضع حجر الأساس لمشروع الغاز في ميناء الأحمدي.[7]
- كان آخر من ودع الرئيس جمال عبد الناصر بعد قمة القاهرة في 28 سبتمبر 1970 في المطار وبعدها توفي جمال عبد الناصر.[8]
- أمر برسم خطة لمشروع سكني كبير يسع لـ4000 وحدة سكنية من قبل وزارة الأشغال العامة، ووافق مجلس الأمة على هذا المشروع في 7 أغسطس 1965. وكان الهدف من هذا المشروع توفير مساكن للطبقة ذوي الدخل المحدود، وحين أنجز المشروع سميت المنطقة ضاحية صباح السالم على اسمه.

من مقولاته الشهيرة
| صباح السالم الصباح | أنا وشعبي كل بونا جماعة الدين واحد والهدف أخدم الشعب لو ضاق صدر الشعب ما أستر ساعة أضيق من ضيقة وأستر لو حب | صباح السالم الصباح |

## المرض والوفاة
توفي في فجر يوم 31 ديسمبر 1977 بأزمة قلبية، وكان مرضه ووفاته المفاجئه صدمة للجميع، إلا أن صحته لم تكن على ما يرام حيث بدأت في التدهور منذ عدة سنوات. حيث إنه بعد مؤتمر الخرطوم في نهاية أغسطس 1967 غادر الخرطوم إلى باريس لاجراء كشف طبي شامل في المستشفى الأمريكي هناك، حيث كان يشعر بنوع من عدم الراحة، وقد تبين بعد الفحص أنه يعاني من إجهاد في البروستاتا. في نهاية زيارته الرسمية إلى الولايات المتحدة في ديسمبر 1968 بقي بزيارة خاصة لإجراء فحص طبي شامل في مستشفى بيثيسدا الطبي. كما إنه غادر الكويت في يوم الأحد 15 أكتوبر 1972 وتوجه إلى الولايات المتحدة لإجراء فحص طبي شامل في مستشفى بيثيسدا، وأجرى هناك عملية جراحية بسيطة تمت فيها إزالة كيس مخاطي من الجهة الخلفية للبلعوم، وأعلن الديوان الأميري إنه يحتاج إلى فترة نقاهة تستغرق حوالي 20 يوم. وكان تدهور صحته الكبير في عام 1976، وهي سنة يصفها البعض بأنها سنة مرهقة بالنسبة له، حيث لم يكن في مقدوره اتباع الروتين الذي اعتاد عليه طوال حياته وهي قضاء إجازة في الصيف والنقاهة في جبال لبنان وذلك بسبب اندلاع الحرب الأهلية اللبنانية، وقضى وبدلًا من ذلك إجازة الصيف في منزله الذي كان قد اشتراه في المملكة المتحدة خارج لندن وأسماه «قصر الصباحية»، لكن إجازته كانت أقصر بكثير من المعتاد، واقتصرت على خمسة أسابيع فقط. حيث إنه قطعها وعاد إلى الكويت بسبب التوترات السياسية المتزايدة التي أفضت إلى الأزمة السياسية والتي أدت إلى استقالة الحكومة، وحل مجلس الأمة وتعليق بعض أجزاء الدستور، وتعيين حكومة جديدة. وقد بدأ التوعك في صحته يظهر بشكل عاجل في يوم 11 نوفمبر 1976، وأدى إلى مغادرته إلى لندن من أجل الراحة والعلاج الطبي الضروري لفترة كان من المحتمل أن تمتد إلى ثلاثة أسابيع، لكن العلاج وفترة النقاهة اللاحقة امتدت لفترة أطول من ذلك، وتحسنت حالته الصحية وبث تلفزيون الكويت شريطًا تلفزيونيًا مسجلًا كلمته بمناسبة العيد الوطني السادس عشر في يوم الجمعة 25 فبراير 1977، كما استقبل في مقر إقامته في «قصر الصباحية» الملك الحسين بن طلال ملك الأردن، وكذلك وزير المالية القطري والسفير السوري، كما إنه قام برحلة خاصة لزيارة الملك خالد بن عبد العزيز آل سعود والذي كان يتعافى من عملية في قدمه أجراها في مستشفى ولينغتون في وسط لندن. وعاد بعد ذلك إلى الكويت في يوم الأربعاء 16 مارس 1977، وكان في استقباله حشد ضخم من ألوف المستقبلين في مطار الكويت الدولي، وغادر بعد ذلك بسيارته إلى «قصر المسيلة»، منتصف القامة في سيارته الليموزين المكشوفة التي سارت ببطء. وكان قد تم الكشف عن كل تفاصيل مرضه وعلاجه في مؤتمر صحفي خصص للصحافيين الكويتيين عقده في لندن قبل مغادرته مباشرة، وقال فيه
| صباح السالم الصباح | إنه من الطبيعي أن يكون هناك نقص في المعلومات المتعلقة بموضوع صحتي، لكن هذا الأمر من اختصاص الأطباء الذين يقررون صيغة النشرات الطبية | صباح السالم الصباح |

وذكرت التقارير الطبية أنه استعاد الآن وزنه الطبيعي الذي كان قد تناقص ليصل إلى 52 كيلو غرامًا خلال الأيام الأولى من مرضه نتيجة إصابته بالذبحة الصدرية، والتي اقتضت إدخاله في وحدة العناية المركزة لمدة ثلاثة أيام، وبقاءه مدة 60 يومًا في السرير وفقًا لتعليمات الجراحين، وكان من المفترض أن يخضع إلى عملية جراحية، لكن معنوياته المرتفعة ساعدت جسمه على تقبل العلاج العادي الأمر الذي أدى إلى تأجيل العملية. وبعد عودته غادر الكويت في الإجازة الصيفية في شهر مايو 1977 إلى المملكة المتحدة وعاد يوم 2 أكتوبر 1977.
وقد توفي في فجر يوم 31 ديسمبر 1977 بعد أن استيقظ من النوم بعد شعوره بصعوبة في التنفس، وقال لزوجته الشيخة نورية: أم علي أعتقد إنني بحاجة إلى الطبيب، لدي إحساس بالحرقة في داخلي. وبعدها دخل في غيبوبة وتوفي.
وبعد ظهر السبت 31 ديسمبر 1977، نقل جثمانه من «قصر المسيلة» في مسيرة امتلأت فيها الشوارع بمئات الآلاف من أهل الكويت، وصولًا إلى مقبرة الصليبيخات.

## حياته العائلية
تزوج من منيرة فهد العدواني وأنجب منها:
- نورية
- سالم
- بدرية

كما تزوج من الشيخة نورية أحمد الجابر الصباح وأنجب منها:
- عواطف
- علي
- حصة
- شيخة
- بسمة
- أحمد
- محمد
- بدر
- أمل

## روابط خارجية
- صباح السالم الصباح على موقع مونزينجر (الألمانية)